# Utajona furia
Utajona furia (ang. Silent Rage) – amerykański horror z gatunku science fiction z 1982 roku w reżyserii Michaela Millera. Wyprodukowana przez Columbia Pictures.

## Fabuła
Akcja filmu toczy się w małym miasteczku w Teksasie. Szeryf Dan Stevens (Chuck Norris) tropi psychopatę Johna Kirby'ego (Brian Libby), który został poddany eksperymentom genetycznym. W trakcie pościgu przestępca zostaje zastrzelony. Lekarze przywracają go do życia. Morderca staje się niezniszczalny. Wkrótce zabija całą rodzinę. Dan musi zapobiec kolejnej tragedii.

## Obsada
- Chuck Norris jako szeryf Dan Stevens
- Ron Silver jako doktor Tom Halman
- Steven Keats jako doktor Phillip Spires
- Toni Kalem jako Alison Halman
- William Finley jako doktor Paul Vaughn
- Brian Libby jako John Kirby
- Stephen Furst jako Charlie
- Stephanie Dunnam jako Nancy Halman

i inni

## Miejsce kręcenia
- Film został nakręcony w Dallas (Tekas, USA)[2]